# Birger Westman
Birger Erik Arnold Westman, född 4 maj 1908 på Frösön, Jämtlands län, död där 9 maj 1992, var en svensk dekorationsmålare,  målare och tecknare.
Han var son till hemmansägaren Valdemar Westman och Brita Märta Persson. Westman studerade vid Högre konstindustriella skolan i Stockholm 1931–1937 och vid Ollers, Berggrens och Skölds målarskolor. Separat ställde han ut några gånger i Östersund och han deltog i Sveriges allmänna konstförenings vårutställning på Liljevalchs konsthall 1931 samt i utställningar arrangerade av Sällskapet för jämtländsk konstkultur på Jämtlands läns museum. Hans konst består figurer, stilleben och landskapsskildringar från den jämtländska hembygden utförda i olja, akvarell eller gouache.